# Macedonia del Norte en los Juegos Europeos
Macedonia del Norte en los Juegos Europeos está representada por el Comité Olímpico Macedonio, miembro de los Comités Olímpicos Europeos. Ha obtenido tres medallas, una de plata y dos de bronce.

## Medalleros

### Por edición
| Evento        | Oro | Plata | Bronce | Total |
| ------------- | --- | ----- | ------ | ----- |
| Bakú 2015     | 0   | 0     | 2      | 2     |
| Minsk 2019    | 0   | 0     | 0      | 0     |
| Cracovia 2023 | 0   | 1     | 0      | 1     |
| TOTAL         | 0   | 1     | 2      | 3     |

### Por deporte
| Evento    | Oro | Plata | Bronce | Total |
| --------- | --- | ----- | ------ | ----- |
| Karate    | 0   | 0     | 2      | 2     |
| Taekwondo | 0   | 1     | 0      | 1     |
| TOTAL     | 0   | 1     | 2      | 3     |